# 琴湖地区
琴湖郡（クモぐん）は朝鮮民主主義人民共和国咸鏡南道に属する行政区域。
朝鮮半島エネルギー開発機構（KEDO）の軽水炉がこの地区に建設されていた。

## 地理
新浦市の郊外に位置する。

## 行政区画
1労働者区・8里を管轄する。
- 江上労働者区（カンサンノドンジャグ）
- 広川里（クァンチョンニ）
- 琴湖里（クモリ）
- 南興里（ナムンニ）
- 西興里（ソフンニ）
- 俗厚里（ソクリ）
- 梧梅里（オメリ）
- 湖南里（ホナムニ）
- 湖満浦里（ホマンポリ）

## 歴史
もとは新浦市の一部。1995年9月、KEDOの軽水炉予定地とその周辺の7里1労働者区を「琴湖地区」として道直轄の行政区域とした。建設中は韓国側技術者も居住していたが、北朝鮮核問題とともに軽水炉建設事業は暗礁に乗り上げ、2003年11月に事業停止、2005年11月に事業が廃止された。

### 年表
この節の出典
- 1995年9月 - 咸鏡南道新浦市琴湖里・江上里・湖満浦里・梧梅里・俗厚里・南興里・西興里・広川里をもって、琴湖地区を設置。(8里)
- 1995年末 (1労働者区8里)
  - 新浦市湖南里を編入。
  - 江上里が江上労働者区に昇格。
- 2023年８月ごろ - 琴湖地区を琴湖郡に昇格。24年6月の記事には「琴湖郡」として地名が登場する。[2]

## 交通
- 平羅線
  - 江上里駅 - 俗厚駅 - 陽地駅